# 第11号弦乐四重奏 (肖斯塔科维奇)
F小调第11号弦乐四重奏（Op. 122），由德米特里·肖斯塔科维奇于1966年1月30日在莫斯科所作。它由莫斯科音乐学院贝多芬四重奏首演，是献给四重奏成员的一系列弦乐四重奏中的第一个。第11号弦乐四重奏献给瓦西里·西林斯基（Vasily Shirinsky），四重奏组的第二小提琴手，他于前一年8月16日去世。 

## 结构
这首乐曲有七个乐章，都是连续演奏，没有暂停： 
1. Introduction: Andantino
（引入：稍快的行板）
2. Scherzo: Allegretto
（诙谐曲：小快板）
3. Recitative: Adagio
（宣叙调：慢板）
4. Etude: Allegro
（练习曲：快板）
5. Humoresque: Allegro
（幽默曲：快板）
6. Elegy: Adagio
（挽歌：慢板）
7. Finale: Moderato — Meno mosso — Moderato
（终曲：中板-稍慢-中板）

 肖斯塔科维奇不仅是一位杰出的钢琴演奏家，他还与勋伯格和巴托克一起，在室内乐领域以弦乐四重奏而闻名。在这首四重奏中，肖斯塔科维奇用黑暗和严峻的情绪描绘了他的恐惧。四重奏以介绍主题的小提琴开始，主题将在四重奏的整个过程中得到发展；四重奏其余的部分则是微妙的伴奏。第二乐章紧随其后，其机械性和重复性的概念暗示了一种更加险恶的气氛；它总是像对话一样，并饰以滑音；这个乐章结构类似于卡农传唱。第二乐章引出第三乐章的不和谐音程，这将整个四重奏震动成一系列快速音符和长而不和谐的和弦。第四乐章和第五乐章像是一对双联画一样，其中出现了快速的旋律和重复的乐思。在第四乐章中，第一小提琴演奏快速音符，而其余乐手则演奏听起来险恶的和弦。在第五乐章中，第二个小提琴中的固定音型简化了上一乐章作中的乐思。 
从此，四重奏的总体情绪发生变化，变得更像挽歌、更加悲哀。 第六乐章更长，由长和弦和短旋律组成。最后，第七乐章概括了之前乐章中的所有主题，但与第六乐章一样，安静而深沉。 
此曲表演时间约16分钟。